# 宁武县街道
宁武县街道，是中华人民共和国山西省忻州市宁武县下辖的一个乡镇级行政单位。

## 行政区划
宁武县街道下辖以下地区：
第一社区、第二社区、第三社区和第四社区。